# Gov’t Mule
Gov’t Mule (Aussprache „Government Mule“) ist eine US-amerikanische Rockband, die 1994 von Gitarrist und Sänger Warren Haynes und Bassist Allen Woody (beide Mitglieder bei der Allman Brothers Band) sowie Schlagzeuger Matt Abts (früher u. a. bei der Dickey Betts Band) gegründet wurde.

## Bandgeschichte

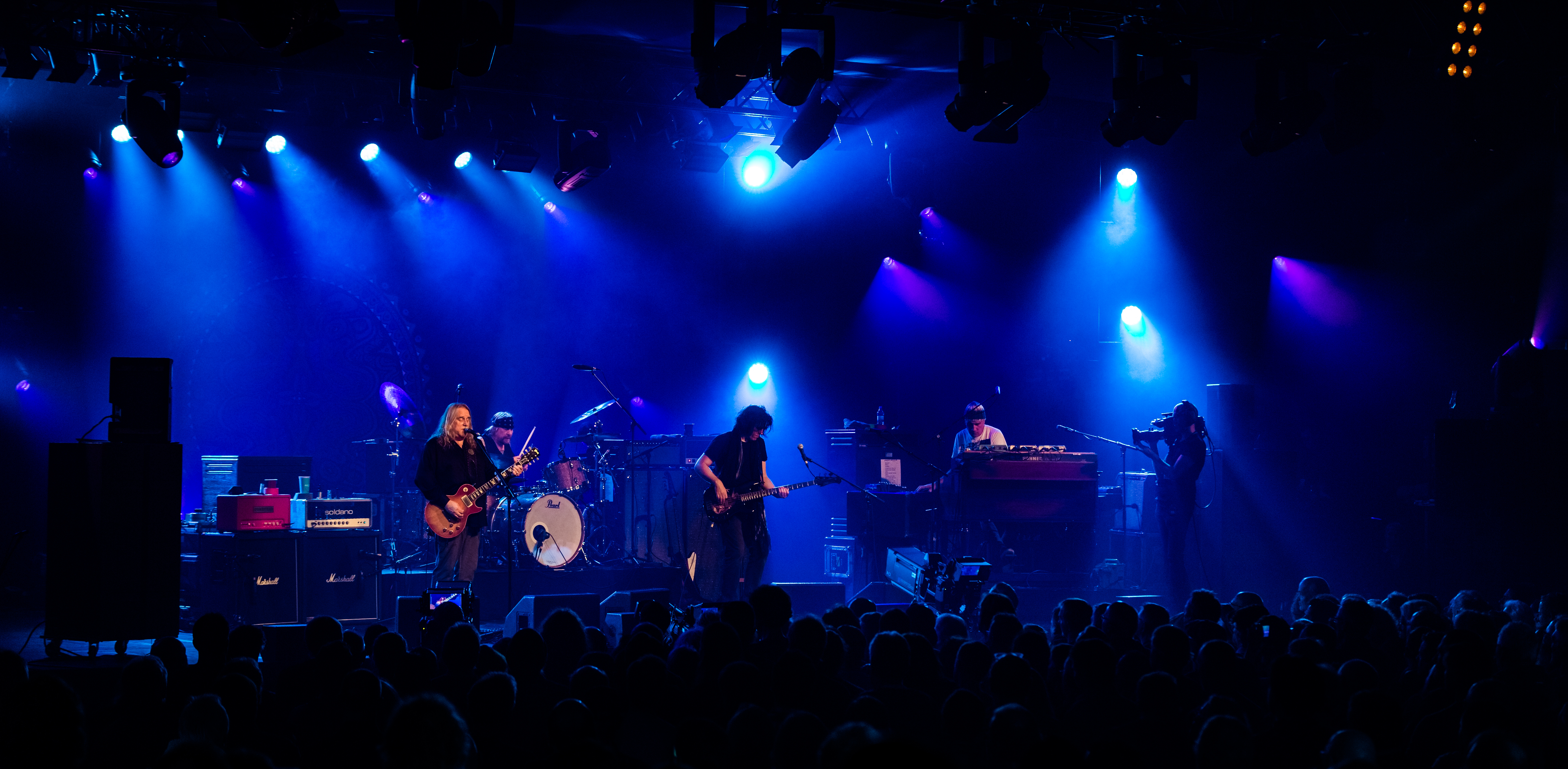
Gov't Mule – Leverkusener Jazztage 2017

Das nach der Band betitelte Debütalbum erschien ein Jahr nach Gründung von Gov’t Mule und erreichte Platz 5 der US-Bluesalben. Daran konnten die beiden nächsten Studioalben Dose (1998) und Life Before Insanity (2000) und auch die Livealben der Band erst einmal nicht anknüpfen. Als Allen Woody am 26. August 2000 verstarb, machte die Band weiter, die Position des Bassisten wurde aber erst einmal nicht fest besetzt. Dafür sprangen Gastmusiker wie Flea von den Red Hot Chili Peppers, Michael Gordon von Phish oder Bootsy Collins ein. Mit der Albumserie The Deep End Volume 1 & 2 sowie der zugehörigen Live-CD/-DVD gelang von 2001 bis 2003 der Chartdurchbruch. Alle drei Alben platzierten sich in den offiziellen Albumcharts.
Danach wurde Andy Hess, der davor bei den Black Crowes gespielt hatte, offiziell zum neuen Bassisten. Außerdem kam Danny Louis als Keyboarder hinzu, wodurch das Trio zum Quartett erweitert wurde. Die beiden folgenden Studioalben Déjà Voodoo (2004) und High & Mighty (2006) wurden in dieser Besetzung eingespielt und kamen beide in die Top 100 der Albumcharts. Außerdem gab es die Benefit-Concert-Serie von Warren Haynes mit der Band und anderen Musikern sowie das Remake-Album Mighty High mit Neuaufnahmen im Reggae-Stil und Gästen aus dieser Musikrichtung wie Michael Franti.
Vor dem nächsten Studioalbum wurde 2008 Andy Hess von Jorgen Carlsson am Bass ersetzt. By a Thread erschien im Jahr darauf und erreichte Platz 34 der US-Charts. Billy Gibbons von ZZ Top war als Gastgitarrist auf dem Album vertreten. Danach gab es erst einmal wieder zwei Box-Veröffentlichungen, für die alte Liveaufnahmen zusammengestellt wurden. Mulennium war der Mitschnitt des Konzerts zur Jahrtausendwende am 31. Dezember 1999 in Atlanta auf drei CDs. Die Georgia Bootleg Box enthält noch einmal dreieinhalb Jahre ältere Aufnahmen von drei verschiedenen Konzerten im Bundesstaat Georgia auf sechs CDs. Die Konzerte fanden alle in der Besetzung mit dem Gründungstrio statt. Mit der Bootleg-Box konnten sich Gov’t Mule erstmals auch in den deutschen Charts platzieren.
Nach vier Jahren Pause ohne neue Veröffentlichungen, die Sänger Warren Haynes auch für ein Soloalbum nutzte, ging die Band 2013 wieder ins Aufnahmestudio. Im Herbst erschien das Album Shout!, das neben den Originalsongs der Band auch eine Bonus-CD enthielt, für die dieselben Lieder noch einmal mit verschiedenen Gastsängern wie Dr. John, Steve Winwood und Elvis Costello aufgenommen wurden. Es war ihr erster großer internationaler Erfolg und kam in zahlreichen europäischen Ländern in die Charts. Platz 32 in den Billboard 200 ist zudem ihre beste Platzierung in den USA.
Zum 20-jährigen Bandjubiläum wurde 2014 dann erneut ein Album mit alten Konzertmitschnitten veröffentlicht. Aufnahmen vom Konzert an Halloween 2008 in Boston, darunter eine Reihe von Coverversionen von Pink-Floyd-Liedern, wurden unter dem Titel Dark Side of the Mule zusammengestellt. Der Titel ist eine Anspielung auf das berühmteste Pink-Floyd-Album The Dark Side of the Moon. Auch diese Veröffentlichung war international erfolgreich. Anfang 2015 folgten mit Sco-Mule ältere Aufnahmen aus dem Jahr 1999 zusammen mit dem Jazz-Gitarristen John Scofield und Keyboarder Dan Matrazzo.
Jedes Konzert der Band kann auf dem Portal nugs.net in sehr guter Qualität per Download käuflich erworben oder als Stream gehört werden. Außerdem gestattet sie ihren Fans, Live-Mitschnitte ihrer Auftritte für nicht-kommerzielle Zwecke zu machen und zu tauschen.

## Bandname
Obwohl der Bandname die abgekürzte Schreibweise „Gov't“ für „Government“ enthält (ähnlich wie „Int'l“ für „International“), wird das Wort immer komplett ausgesprochen, also etwa „Government Mjul“. Vergleichbar im deutschen Sprachgebrauch sind übliche Abkürzungen wie etwa „z.B.“, „usw.“, „etc.“ oder „bzw.“, die ebenfalls in der Langform ausgesprochenen werden.
Der Name „Gov't Mule“ stammt vom Ausdruck im Mississippi-Slang für einen dicken, fetten Hintern.

## Diskografie

### Alben
| Jahr | Titel                                                  | Höchstplatzierung, Gesamtwochen, AuszeichnungChartplatzierungen (Jahr, Titel, Platzierungen, Wochen, Auszeichnungen, Anmerkungen) | Höchstplatzierung, Gesamtwochen, AuszeichnungChartplatzierungen (Jahr, Titel, Platzierungen, Wochen, Auszeichnungen, Anmerkungen) | Höchstplatzierung, Gesamtwochen, AuszeichnungChartplatzierungen (Jahr, Titel, Platzierungen, Wochen, Auszeichnungen, Anmerkungen) | Höchstplatzierung, Gesamtwochen, AuszeichnungChartplatzierungen (Jahr, Titel, Platzierungen, Wochen, Auszeichnungen, Anmerkungen) | Anmerkungen                                                                         |
| Jahr | Titel                                                  | DE | AT | CH | US | Anmerkungen                                                                         |
| ---- | ------------------------------------------------------ | --- | --- | --- | --- | ----------------------------------------------------------------------------------- |
| 2001 | The Deep End Volume 1                                  | — | — | — | US128 (1 Wo.)US |                                                                                     |
| 2002 | The Deep End Volume 2                                  | — | — | — | US117 (1 Wo.)US |                                                                                     |
| 2003 | The Deepest End – Live in Concert                      | — | — | — | US153 (1 Wo.)US | live aufgenommen 2003 beim New Orleans Jazz & Heritage Festival                     |
| 2004 | Déjà Voodoo                                            | — | — | — | US86 (1 Wo.)US |                                                                                     |
| 2006 | High & Mighty                                          | — | — | — | US62 (2 Wo.)US |                                                                                     |
| 2007 | Mighty High                                            | — | — | — | US106 (1 Wo.)US | Remakes früherer Songs im Reggae-Stil                                               |
| 2009 | By a Thread                                            | — | — | — | US34 (3 Wo.)US |                                                                                     |
| 2010 | Mulennium                                              | — | — | — | US49 (3 Wo.)US | 3-fach-CD live aufgenommen beim Silvesterkonzert 1999 im Roxy Theatre von Atlanta   |
| 2012 | The Georgia Bootleg Box                                | DE86 (1 Wo.)DE | — | — | US171 (1 Wo.)US | 6 CDs live aufgenommen vom 11. bis 13. April 1996 in Athens, Atlanta und Macon      |
| 2013 | Shout!                                                 | DE16 (3 Wo.)DE | AT28 (1 Wo.)AT | CH36 (2 Wo.)CH | US32 (2 Wo.)US | Doppel-CD                                                                           |
| 2014 | Dark Side of the Mule                                  | DE55 (4 Wo.)DE | — | CH65 (1 Wo.)CH | US99 (1 Wo.)US | Pink-Floyd-Covers live aufgenommen am 31. Oktober 2008 im Orpheum Theatre in Boston |
| 2015 | Sco-Mule                                               | DE37 (1 Wo.)DE | AT52 (1 Wo.)AT | CH50 (1 Wo.)CH | US96 (1 Wo.)US | live aufgenommen im Dezember 1999 in Georgia feat. John Scofield                    |
| 2015 | Dub Side of the Mule                                   | DE28 (2 Wo.)DE | AT60 (1 Wo.)AT | — | — |                                                                                     |
| 2015 | Stoned Side of the Mule Vol. 1 & 2                     | DE35 (2 Wo.)DE | AT54 (1 Wo.)AT | CH91 (1 Wo.)CH | — | Charteinstieg in CH erst 2022                                                       |
| 2016 | The Tel-Star Sessions                                  | DE24 (1 Wo.)DE | AT28 (1 Wo.)AT | CH35 (1 Wo.)CH | US104 (1 Wo.)US |                                                                                     |
| 2017 | Revolution Come...Revolution Go                        | DE20 (4 Wo.)DE | AT44 (1 Wo.)AT | CH19 (3 Wo.)CH | US35 (1 Wo.)US |                                                                                     |
| 2019 | Bring on the Music: Live at the Capitol Theatre        | DE11 (3 Wo.)DE | AT38 (1 Wo.)AT | CH49 (1 Wo.)CH | — |                                                                                     |
| 2019 | Bring on the Music: Live at the Capitol Theatre, Pt. 2 | DE96 (1 Wo.)DE | — | — | — |                                                                                     |
| 2021 | Heavy Load Blues                                       | DE16 (2 Wo.)DE | AT25 (1 Wo.)AT | CH33 (1 Wo.)CH | US158 (1 Wo.)US |                                                                                     |
| 2023 | Peace… Like a River                                    | DE12 (3 Wo.)DE | AT20 (1 Wo.)AT | CH8 (2 Wo.)CH | — |                                                                                     |

Weitere Alben
- Gov’t Mule, 1995
- Live at Roseland Ballroom, 1996
- Dose, 1998
- Live… With a Little Help from Our Friends, 1998
- Life Before Insanity, 2000
- Hidden Treasures (Bonus in Deep End Doppel CD 2002)
- Mo’ Voodoo (EP), 2005
- The Best of the Capricorn Years (& Rarities), 2006
- Mule on Easy Street 19. Oktober 2006
- Mulerleans 2006
- The Holy Haunted House, 2008

### Videoalben
| Jahr | Titel                                            | Höchstplatzierung, Gesamtwochen, AuszeichnungChartplatzierungen (Jahr, Titel, Platzierungen, Wochen, Auszeichnungen, Anmerkungen) | Höchstplatzierung, Gesamtwochen, AuszeichnungChartplatzierungen (Jahr, Titel, Platzierungen, Wochen, Auszeichnungen, Anmerkungen) | Höchstplatzierung, Gesamtwochen, AuszeichnungChartplatzierungen (Jahr, Titel, Platzierungen, Wochen, Auszeichnungen, Anmerkungen) | Höchstplatzierung, Gesamtwochen, AuszeichnungChartplatzierungen (Jahr, Titel, Platzierungen, Wochen, Auszeichnungen, Anmerkungen) | Höchstplatzierung, Gesamtwochen, AuszeichnungChartplatzierungen (Jahr, Titel, Platzierungen, Wochen, Auszeichnungen, Anmerkungen) | Anmerkungen                         |
| Jahr | Titel                                            | DE | AT | CH | UK | US | Anmerkungen                         |
| ---- | ------------------------------------------------ | --- | --- | --- | --- | --- | ----------------------------------- |
| 2019 | Bring On The Music – Live At The Capitol Theatre | — | — | — | UK13 (2 Wo.)UK | — | Erstveröffentlichung: 19. Juli 2019 |

Weitere Videoalben
- The Deepest End, Live , 2003 (US: Gold)[4]
- Rockpalast, Köln, 2007
- A Tail of 2 Cities (Live-Doppel), 2009